# Lok-Sabha-Wahlkreis Madras
Der Lok-Sabha-Wahlkreis Madras war 1951 ein Wahlkreis bei den Wahlen zur Lok Sabha, dem Unterhaus des indischen Parlaments. Er lag im damaligen Bundesstaat Madras und umfasste die Stadt Madras (Chennai). Zur Lok-Sabha-Wahl 1957 wurde der Wahlkreis Madras in die beiden Wahlkreise Madras North und Madras South geteilt.

## Abgeordnete
| Wahl | Name                 | Partei | Stimmen |
| ---- | -------------------- | ------ | ------- |
| 1951 | T. T. Krishnamachari | INC    | 40,7 %  |